# Tamaki Matsumoto
Tamaki Matsumoto (松元環季, Matsumoto Tamaki, née le 7 février 1999 à Yokohama, préfecture de Kanagawa, Japon) est une jeune actrice, seiyū et chanteuse japonaise. Elle débute en 2002, à l'âge de trois ans. Dans les années 2000, elle joue dans de nombreux drama télévisés, séries anime, publicités, et plusieurs films. Elle débute en parallèle une carrière de chanteuse en 2010, et sort un premier album à l'âge de dix ans, sur un label de Victor Entertainment.

## Films
- Doraemon: Nobita no Shin Makai Daibōken - Shichinin no Mahōtsukai
- Kamen Rider Den-O & Kiva: Climax Deka
- Farewell, Kamen Rider Den-O: Final Countdown
- Cho Kamen Rider Den-O & Decade Neo Generations: The Onigashima Warship
- Kamen Rider × Kamen Rider × Kamen Rider The Movie: Cho-Den-O Trilogy
  - Episode Red: Zero no Star Twinkle
  - Episode Blue: Haken Imajin wa NEWtral
  - Episode Yellow: Otakara DE End Pirate
- 20th Century Boys
- 20th Century Boys, Chapitre 2 : le Dernier Espoir
- 20th Century Boys, Chapitre final

## Séries télévisées
- 2006: Ultraman Mebius: Eiko
- 2007: Kamen Rider Den-O: Kohana
- 2009: Kamen Rider Decade: Kohana
- 2010: Ryomaden

## Comédies musicales
- Sailor Moon

## Doublage
- 2007: Les Misérables: Shoujo Cosette (série)
- 2007: Un été avec Coo (film)
- 2009: Code Geass: Lelouch of the Rebellion R2 (série)
- 2009: Là-haut (version japonaise)

## Discographie
Album
- 2010.6.2 : small nature

Single
- 2010.6.2 : Kuttsuke Hattsuke Wonderland (くっつけはっつけワンダーランド?)